# Chuck Taylor All Star

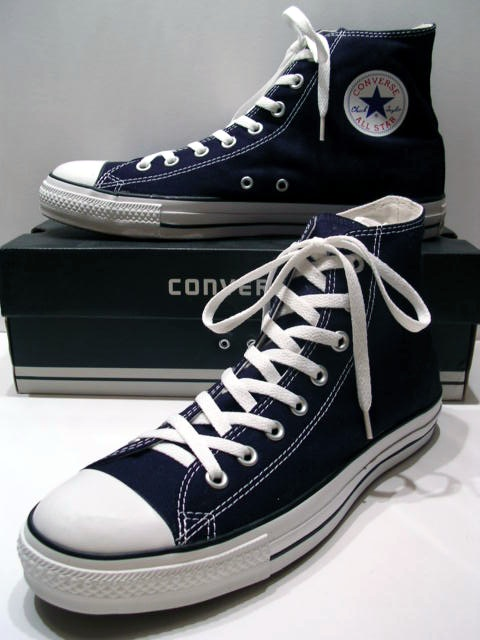
Um par de All Stars de cano alto

Atual logotipo usado nos tênis All Stars

Chuck Taylor All Star ou Converse All Star (também chamado  "Chuck Taylor All-Stars", "Chuck Taylors", "Chucks", "Cons", "All Stars" e "Chucky Ts") são tênis fabricados pela marca de moda americana Converse (uma subsidiária da Nike, Inc. desde 2003). Inicialmente desenvolvido como um tênis de basquetebol no início do século XX, seu design permaneceu praticamente inalterado desde sua introdução. O tênis consiste em uma parte superior costurada e uma biqueira e sola geralmente feitas de borracha. Embora os Chuck Taylors sejam feitos de vários materiais, como couro ou camurça, a versão original e mais conhecida é feita de lona de algodão. O detalhe inovador do tênis original era o "forro solto" de lona macia que tinha a intenção de fornecer flexibilidade e evitar bolhas.
A Converse começou a fabricar um tênis de basquete antigo em 1917 e o redesenhou em 1922, quando Chuck Taylor pediu à empresa para criar um tênis melhor com mais suporte e flexibilidade. Depois que a Converse adicionou a assinatura de Taylor ao remendo do tornozelo, eles ficaram conhecidos como Chuck Taylor All Stars. Na década de 1960, a empresa havia conquistado cerca de 70 a 80 por cento do mercado de tênis de basquete, mas o tênis perdeu popularidade durante a década de 1970, quando os jogadores de basquete usavam marcas concorrentes. O Chuck Taylor All Stars teve um retorno em popularidade na década de 1980 como calçado casual de estilo retrô.
Embora os Chuck Taylor All-Stars não sejam mais usados no basquete profissional, eles continuam populares como calçados casuais. A Converse lançou edições dos tênis em muitas cores e padrões, bem como modelos atualizados que mantêm a aparência original enquanto incorporam tecnologia mais nova.

## História
Inicialmente, foram produzidos em 1917 como uma tentativa da Converse padronizar os sapatos para o basquete. Eles não eram populares até o jogador Chuck Taylor adotá-los como seu sapato preferido para o esporte. Ele ficou impressionado com o design que, logo após, se tornou um dos sapatos mais vendidos. Depois de sugerir algumas alterações, o tênis ganhou o nome do jogador e sua assinatura na parte do tornozelo. Embora o preto seja o mais popular, Chuck preferia os tênis de cano longo (antigamente, conhecidos simplesmente como 'white').
Com o passar do tempo, os consumidores exigiram mais variedades - especialmente para combinar com os uniformes das equipes, etc. Foram produzidos cadarços pretos, brancos, laranjas, amarelos e outros. Posteriormente, novas cores e estilos  tornaram- se disponíveis. Low-top ou oxford, high-top e depois, knee-high foram as versões produzidas. Outros materiais foram utilizados no sapato, como couro, camurça, vinil, denim e cânhamo. Algumas versões eram compradas sem o cadarço; estes foram desenhados por Chuck antes de sua morte, em 1969. Quando a Nike comprou a Converse e as produções foram transferidas para os Estados Unidos e outros países, o design sofreu alterações. O tecido não é mais 2-ply lona de algodão, mas 1-ply "têxteis" e muitos usuários notaram diferentes padrões de desgaste.
Em 2015 foi lançada pela Converse uma nova versão do calçado, chamada de Chuck Taylor All Star II, que apresenta diversas mudanças, tanto no interior quanto no design em relação ao modelo original.

## Popularidade

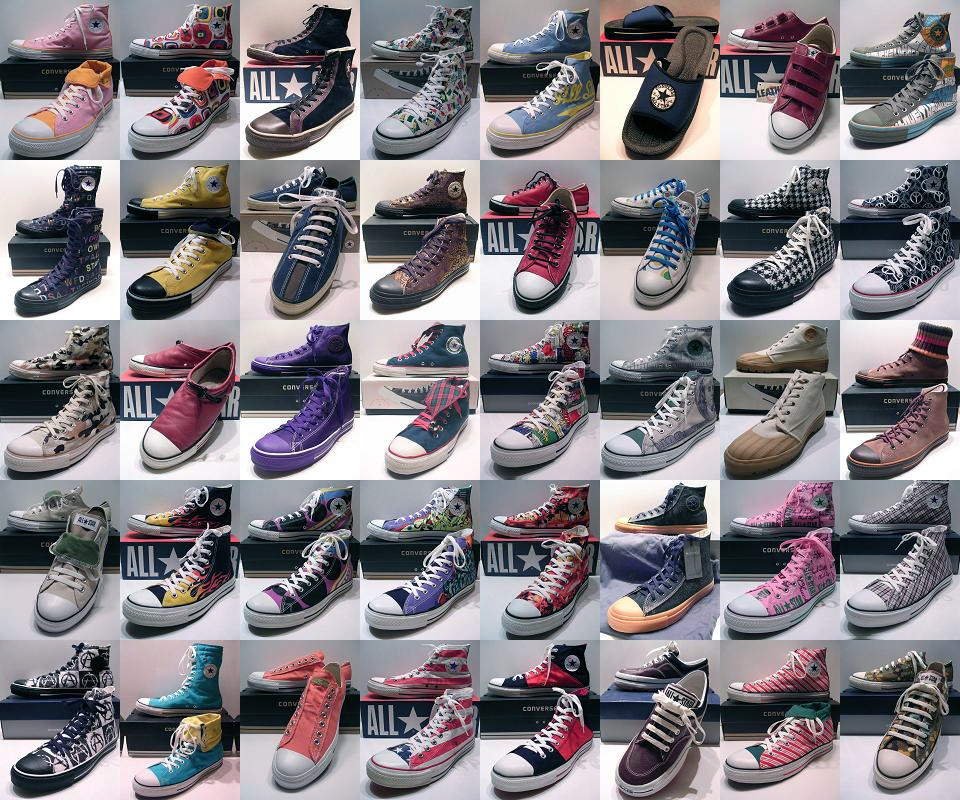
Diversos modelos de All Stars com diferentes cores

Na década de 1950, o sapato havia se tornado popular entre os jovens. Os fãs de punk rock adotaram o tênis como uma tendência de moda até o fim da década de 1970. O All-Star se tornou novamente popular a partir da década de 1990, principalmente entre os fãs da banda grunge Nirvana, devido ao fato de seu vocalista, Kurt Cobain, ter usado All-Stars por muitos anos antes da década de 1990, devido à influência de diferentes bandas de punk rock que ele gostava em sua juventude. O guitarrista da banda Rage Against the Machine, Tom Morello, também era (e ainda é) conhecido por geralmente usar All-Stars. O guitarrista do U2, The Edge, também tem sido visto usando All-Stars no palco nos últimos anos. A estrela do programa Jackass, Johnny Knoxville, é outro conhecido por usar esse modelo de calçado. Rupert Grint regularmente também usa All-Stars. Slash, guitarrista do Guns N' Roses é outro que tem o All Star como marca registrada.
Hoje, os sapatos são muito popularmente usado por crianças, adolescentes e jovens adultos de ambos os sexos. Os sapatos estão disponíveis em várias cores e em uma variedade de estilos de tecidos e estampas. Até hoje, mais de 1 bilhão de pares de Converse All Stars foram vendidos em todo o mundo, sendo 30.000 por semana.